# RFU Championship 1999-00
La RFU Championship 1999-2000 fue la decimotercera edición del torneo de segunda división de rugby de Inglaterra.

## Sistema de disputa
Los equipos se enfrentaran todos contra todos en condición de local y de visitante, totalizando 26 partidos en la fase regular.

## Clasificación
| Pos. | Equipo                | Encuentros | Encuentros | Encuentros | Encuentros | Tantos | Tantos | Tantos | Puntos |
| Pos. | Equipo                | PJ         | PG         | PE         | PP         | F      | C      | Dif    | Puntos |
| ---- | --------------------- | ---------- | ---------- | ---------- | ---------- | ------ | ------ | ------ | ------ |
| 1    | Rotherham Titans      | 26         | 24         | 0          | 2          | 1045   | 267    | 778    | 48     |
| 2    | Leeds Tykes           | 26         | 22         | 0          | 4          | 794    | 269    | 525    | 44     |
| 3    | Worcester             | 26         | 19         | 0          | 7          | 865    | 450    | 415    | 38     |
| 4    | Exeter Chiefs         | 26         | 19         | 0          | 7          | 742    | 466    | 276    | 38     |
| 5    | London Welsh          | 26         | 16         | 0          | 10         | 713    | 476    | 237    | 32     |
| 6    | Coventry RFC          | 26         | 15         | 0          | 11         | 714    | 589    | 125    | 30     |
| 7    | Moseley RFC           | 26         | 14         | 0          | 12         | 595    | 526    | 69     | 28     |
| 8    | Manchester Rugby Club | 26         | 11         | 0          | 15         | 513    | 672    | –159   | 22     |
| 9    | Henley Hawks          | 26         | 10         | 1          | 15         | 599    | 696    | –97    | 21     |
| 10   | Wakefield RFC         | 26         | 10         | 0          | 16         | 547    | 638    | –91    | 20     |
| 11   | Orrell RUFC           | 26         | 7          | 0          | 19         | 388    | 682    | –294   | 14     |
| 12   | Waterloo RFC          | 26         | 6          | 2          | 18         | 441    | 830    | –389   | 14     |
| 13   | Rugby Lions           | 26         | 6          | 1          | 19         | 408    | 905    | –497   | 13     |
| 14   | West Hartlepool RFC   | 26         | 1          | 0          | 25         | 216    | 1114   | –898   | 2      |

|  | Campeón.                            |
|  | Descendidos a la National League 1. |

| Bandera de Inglaterra    |
| Campeón Rotherham Titans |
| Primer título            |